# Брандо (коммуна)
Брандо (фр. Brando, корс. Brandu) — коммуна во Франции, находится в регионе Корсика. Департамент коммуны — Верхняя Корсика. Входит в состав кантона Кап-Корс. Округ коммуны — Бастия.
Код INSEE коммуны — 2B043.

## Население
Население коммуны на 2008 год составляло 1561 человек.
| 1962 | 1968 | 1975 | 1982 | 1990 | 1999 | 2008 |
| ---- | ---- | ---- | ---- | ---- | ---- | ---- |
| 967  | 1066 | 1157 | 1353 | 1334 | 1527 | 1561 |

## Экономика
В 2007 году среди 974 человек в трудоспособном возрасте (15—64 лет) 680 были экономически активными, 294 — неактивными (показатель активности — 69,8 %, в 1999 году было 67,2 %). Из 680 активных работали 609 человек (338 мужчин и 271 женщина), безработных было 71 (36 мужчин и 35 женщин). Среди 294 неактивных 77 человек были учениками или студентами, 88 — пенсионерами, 129 были неактивными по другим причинам.

## Фотогалерея

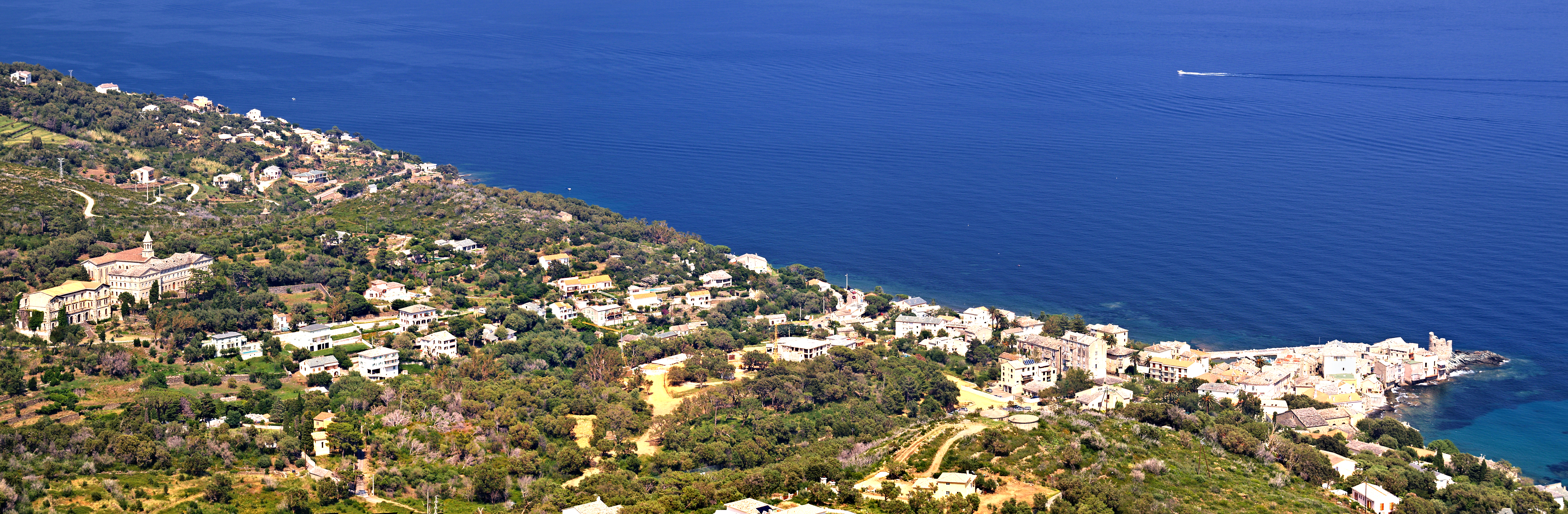
Брандо
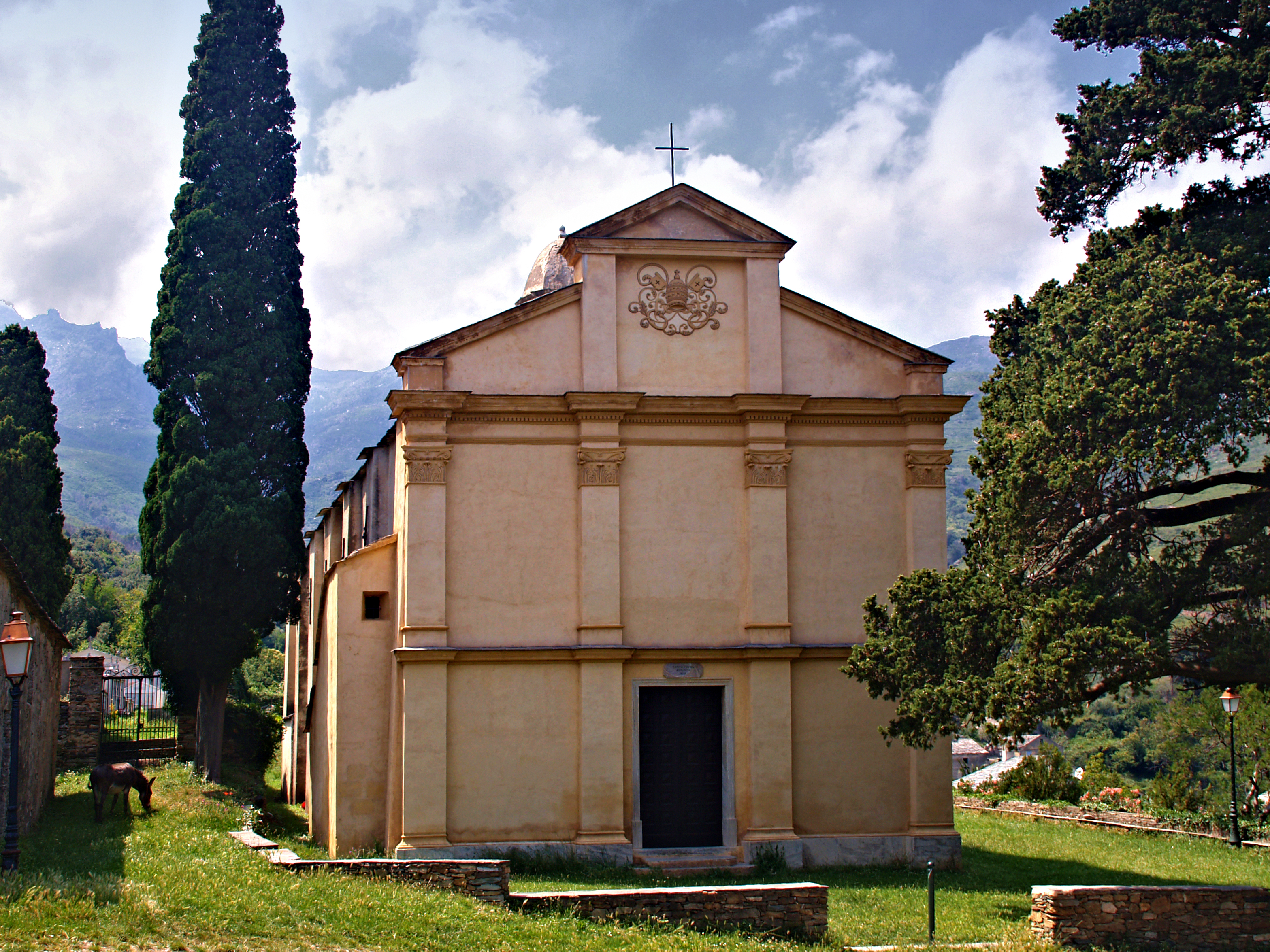
Церковь Santa-Maria Assunta
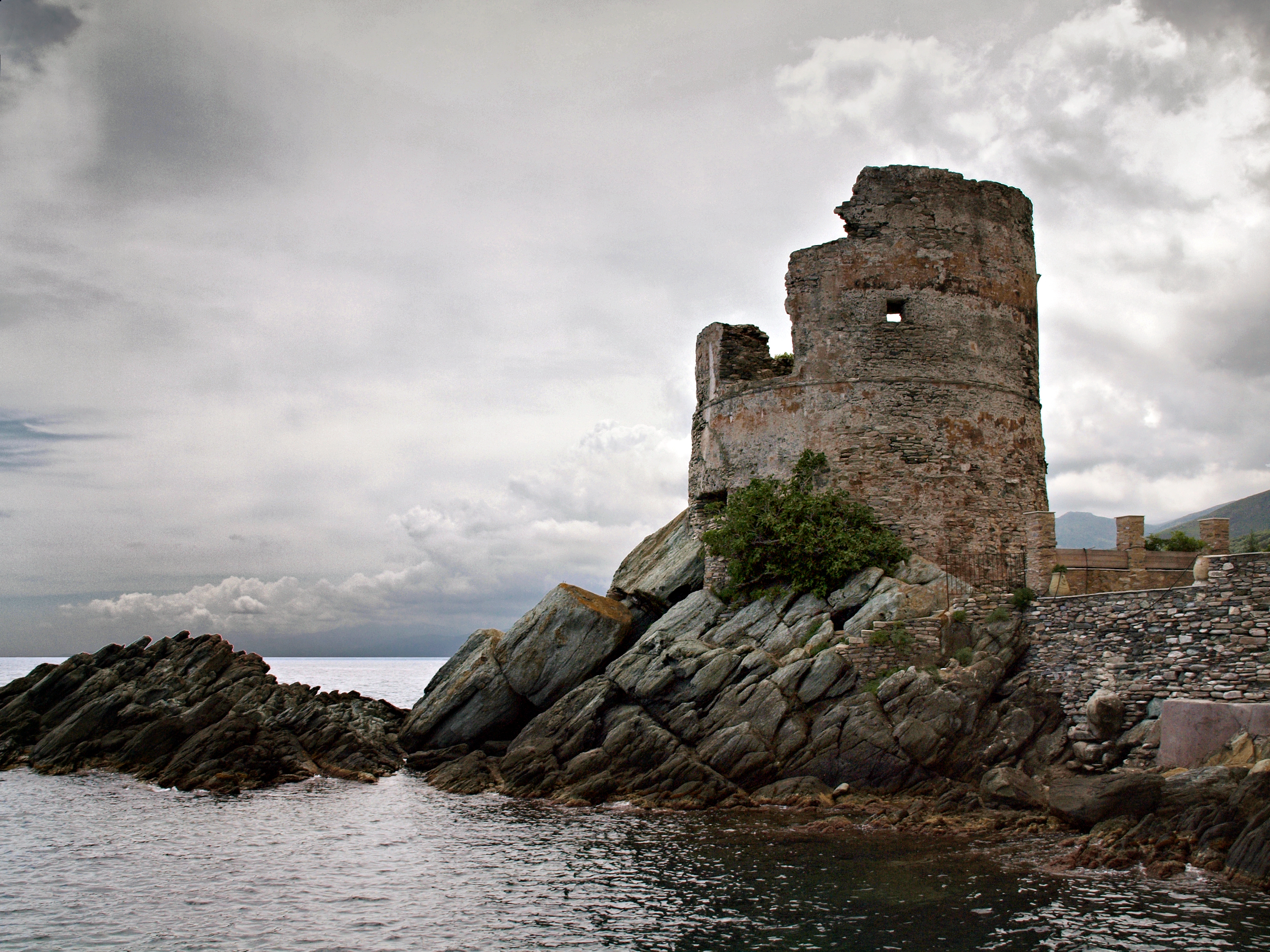
Генуэзская башня Erbalunga
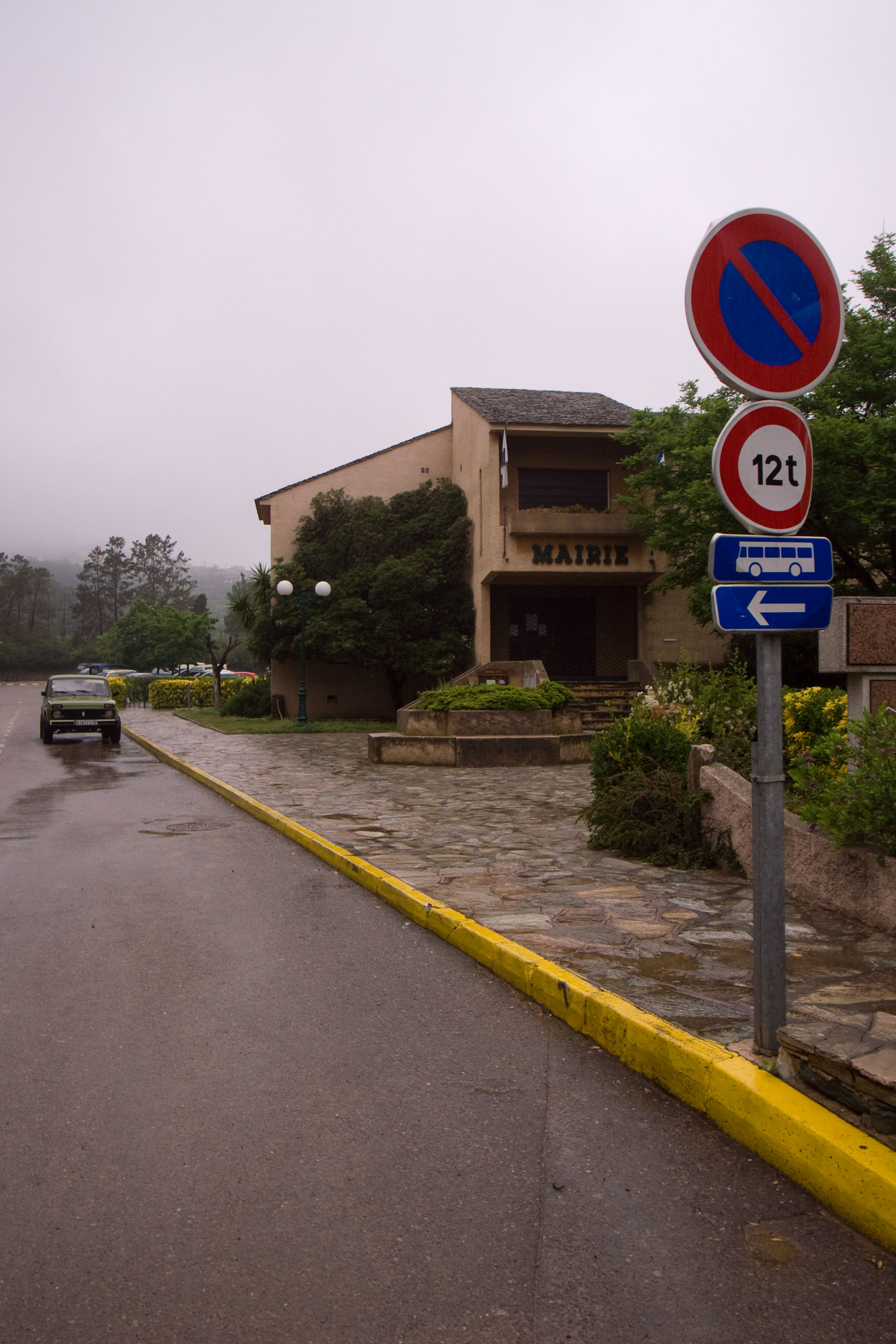
Мэрия